# Prince Oniangué
Prince Oniangué (Parijs, 4 november 1988) is een Frans-Congolees voetballer die als centrale middenvelder speelt. Hij verruilde Wolverhampton Wanderers in juli 2018 voor SM Caen. Oniangué debuteerde in 2008 in het Congolees voetbalelftal.

## Clubcarrière
Oniangué speelde in de jeugd voor Hérouville-Saint-Clair, SM Caen en Stade Rennais. Hij debuteerde in 2008 voor Stade Rennais in de Ligue 1.

## Clubstatistieken
| Seizoen | Club                    | Land      | Competitie   | Wed. | Doelp. |
| ------- | ----------------------- | --------- | ------------ | ---- | ------ |
| 2008/09 | Stade Rennais           | Frankrijk | Ligue 1      | 5    | 0      |
| 2009/10 | → Angers SCO            | Frankrijk | Ligue 2      | 30   | 1      |
| 2010/11 | Tours FC                | Frankrijk | Ligue 2      | 37   | 3      |
| 2011/12 | Tours FC                | Frankrijk | Ligue 2      | 19   | 1      |
| 2012/13 | Tours FC                | Frankrijk | Ligue 2      | 28   | 8      |
| 2013/14 | Stade Reims             | Frankrijk | Ligue 1      | 35   | 10     |
| 2014/15 | Stade Reims             | Frankrijk | Ligue 1      | 32   | 3      |
| 2015/16 | Stade Reims             | Frankrijk | Ligue 1      | 27   | 4      |
| 2016/17 | Wolverhampton Wanderers | Engeland  | Championship | 10   | 2      |
| 2016/17 | → SC Bastia             | Frankrijk | Ligue 1      | 14   | 3      |
| 2017/18 | → Angers SCO            | Frankrijk | Ligue 1      | 14   | 1      |
| 2018/19 | SM Caen                 | Frankrijk | Ligue 1      | 25   | 2      |
| Totaal  | Totaal                  | Totaal    | Totaal       | 276  | 38     |

## Interlandcarrière
Op 11 oktober 2008 debuteerde Oniangué voor Congo in een WK-kwalificatiewedstrijd tegen Soedan.
1 Zelazny ·
2 Baysse ·
3 Armougom ·
4 Diomandé ·
5 Sankoh ·
6 Oniangué  ·
7 Khaoui ·
9 Repas ·
10 Fajr ·
11 Ninga ·
12 Beauvue ·
13 Joseph ·
14 Gradit ·
15 Imorou ·
16 Callens ·
17 Deminguet ·
18 Bammou ·
19 Tchokounté ·
21 Guilbert ·
22 Mbengue ·
23 Dabo ·
24 Djiku ·
27 Crivelli ·
29 Genevois ·
30 Samba ·
40 Reulet ·
Coach: Mercadal